# Guigues VII Delfín
Guigues VII de Borgoña (¿?, 1225 - ¿?, 1269). Noble francés y Delfín de Viennois, conde de Albon, de Grenoble, de Oisans, de Briançon, de Embrun y de Gap de 1237 hasta 1269. Hijo del delfín Guigues VI y de Beatriz de Montferrato.
Fue protagonista de enfrentamientos con el conde Carlos de Anjou, príncipe real y conde consorte de Provenza, por la posesión de los condados de Gap y de Embrun. En efecto, los dos condados constituyeron la dote de Beatriz de Sabran-Forcalquier, primera esposa de Guigues VI. Cuando Guigues VI repudió a su primera mujer, conservó los condados, que le fueron trasmitidos a sus hijos, habidos de su segundo matrimonio. Y evidentemente, Carlos de Anjou, heredero de los condados de Forcalquier, le demandó la devolución de los condados. Al final, se llegó a un arreglo, Carlos obtuvo Gap y Guigues conservó Embrun.
Se casó en 1253 con Beatriz de Faucigny (1237 - 1310), hija del conde Pedro II de Saboya y de Inés de Faucigny. Beatriz le aportó en dote el Faucigny, una tierra enclavada entre el Delfinado y Saboya, enemigos tradicionales.
Guigies y Beatriz tuvieron los siguientes hijos:
- Juan (1264 - 1282), delfín de Viennois y conde de Albon con el nombre de Juan I;
- Andrés (1267 - 1270);
- Ana (1255 - 1298), delfina de Viennois y condesa de Albon, casada en 1273 con Humberto de la Tour de Pin († 1307).